# Władysław Wilczyński (matematyk)
Władysław Ryszard Wilczyński (ur. 21 maja 1946 w Łodzi) – polski matematyk, profesor, wykładowca Uniwersytetu Łódzkiego i Politechniki Łódzkiej, specjalista w dziedzinie funkcji rzeczywistych.

## Życiorys
Urodził się 21 maja 1946 roku w Łodzi (rodzice: Ryszard i Marianna z domu Kurzyk). W latach 1959–1963 był uczniem I Liceum Ogólnokształcącego im. Mikołaja Kopernika w Łodzi, a następnie rozpoczął studia matematyczne na Wydziale Matematyki, Fizyki i Chemii Uniwersytetu Łódzkiego.
Ukończył je w 1968 roku i został zatrudniony na stanowisku asystenta. W 1970 roku uzyskał stopień doktora nauk matematycznych, broniąc pracy „O pewnych rodzinach funkcji w przestrzeniach metrycznych i o uogólnionej wypukłości” napisanej pod kierunkiem prof. J. Lipińskiego na Uniwersytecie Łódzkim i od 1971 roku pracował na stanowisku adiunkta. W 1974 roku na Uniwersytecie Łódzkim uzyskał stopień doktora habilitowanego na podstawie pracy „Składanie przekształceń o wahaniu skończonym” i rok później zaczął pracować na stanowisku docenta. W latach 1975–1980 był Kierownikiem Zakładu Informatyki i Cybernetyki UŁ, 1980 został kierownikiem Pracowni Funkcji Rzeczywistych, zaś w 1981 roku kierownikiem Zakładu Funkcji Rzeczywistych. W latach 1980–1981 był zastępcą dyrektora Instytutu Matematyki UŁ, następnie był prodziekanem (1981-84) oraz dziekanem Wydziału Matematyki, Fizyki i Chemii UŁ (1984-1990). Był dyrektorem Studiów Doktoranckich w Instytucie Matematyki UŁ (1976-2010, z kilkuletnią przerwą). W 1984 roku został profesorem nadzwyczajnym, w 1990 roku profesorem zwyczajnym. W roku 1989 Rada Naukowa Międzynarodowego Centrum Matematycznego im. Stefana Banacha powierzyła mu kierowanie semestrem z teorii funkcji rzeczywistych. W latach 1996–1999 był członkiem Rady Głównej Szkolnictwa Wyższego, pełniąc funkcję Zastępcy Przewodniczącego Sekcji Uniwersytetów, był także ekspertem Państwowej Komisji Akredytacyjnej (2002-2002). W latach 1994–1998 pracował w Instytucie Matematyki Politechniki Łódzkiej.
W 1987 roku był promotorem profesora Z. Zahorskiego podczas uroczystości wręczenia mu doktoratu honoris causa Uniwersytetu Łódzkiego, zaś w 2010 roku był promotorem prof. Jana Stanisława Lipińskiego podczas uroczystości odnowienia doktoratu z okazji 50-lecia jego uzyskania na UŁ.
Profesor Władysław Wilczyński przez około dwadzieścia lat był redaktorem Naczelnym czasopisma „Folia Mathematica”. Obecnie jest członkiem komitetów redakcyjnych czasopism: „Folia Mathematica” i „Journal of Applied Analysis”.

## Zainteresowania naukowe
Profesor Władysław Wilczyński uważa się za ucznia profesorów: Zygmunta Zahorskiego, Jana Lipińskiego, Tadeusza Światkowskiego i jego praca naukowa jest kontynuacją ich badań. Zajmuje się teorią funkcji rzeczywistych oraz jej powiązaniami z teorią miary, topologią i teorią mnogości. Jest autorem lub współautorem ok. 120 prac dotyczących różnych rodzajów liczb granicznych, wahania funkcji jednej lub wielu zmiennych, klas funkcji rzeczywistych ciągłych względem różnych topologii w dziedzinie i przeciwdziedzinie, zbieżności ciągów funkcji mierzalnych i funkcji o własnościach Baire’a, topologii gęstości dla miary i kategorii Baire’a w przestrzeniach euklidesowych, topologii typu gęstości, zbieżności ciągów i ciągów podwójnych względem ideału podzbiorów zbioru liczb naturalnych.
Najważniejszym jego wynikiem jest sformułowanie definicji punktu I-gęstości zbioru o własności Baire’a, topologii I-gęstości oraz zbadanie ich własności. Dzięki tym pojęciom profesor W. Wilczyński jest jedynym matematykiem łódzkim mającym hasło (I-density, I-density topology) w Encyclopaedia of Mathematics wydawanej przez Kluwer Akademic Publishers. Punktem wyjścia było sformułowanie równoważnej definicji punktu gęstości opartej na pojęciu zbieżności według miary, którą można opisać przy pomocy wybierania podciągów oraz zbieżności prawie wszędzie (wykorzystującej jedynie zbiory miary zero). Rozważając {\displaystyle \sigma }-ciało zbiorów mających własność Baire’a oraz {\displaystyle \sigma }-ideał zbiorów I kategorii (zamiast {\displaystyle \sigma }-ciała zbiorów mierzalnych w sensie Lebesgue’a oraz {\displaystyle \sigma }-ideału zbiorów miary zero) otrzymujemy punkt I-gęstości oraz odpowiadającą mu topologię. Związane z tym pojęciem artykuły zaliczane są do najczęściej cytowanych prac profesora.
J. Lukeš, J. Maly i L. Zajiček przedstawiają topologię I-gęstości jako jedyny przykład „fine topology” niezależny od miary. W 1994 roku została opublikowana książka w całości poświęcona tej topologii.
Profesor interesuje się różnymi rodzajami pojęcia gęstości, m.in. topologią gęstości oraz I-gęstości na płaszczyźnie, topologią typu core, topologią {\displaystyle \psi }-gęstości, topologią prostej gęstości.
Tematyka badań profesora Wilczyńskiego obejmuje także topologie i klasy funkcji ciągłych z nimi związanych, np. klasy funkcji ciągłych związanych z topologią gęstości, z topologią I-gęstości.
Profesor zajmował się między innymi zbiorami liczb granicznych i uogólnieniem twierdzenia Younga. Uzyskał charakteryzację rodziny zbiorów liczb granicznych funkcji rzeczywistej zmiennej rzeczywistej, a następnie charakteryzację rodziny zbiorów aproksymatywnych i jakościowych liczb granicznych.
Innym pojęciem, które znalazło oddźwięk wśród matematyków na całym świecie, była I-zbieżność, czyli zbieżność ciągów i ciągów podwójnych względem ideału I podzbiorów zbioru liczb naturalnych.
W. Wilczyński jest autorem rozdziału o topologii gęstości i jej uogólnieniach w dwutomowym wydawnictwie Handbook of measure theory.
Wraz z Jackiem Jędrzejewskim, jest także autorem, podręcznika dla studentów „Przestrzenie metryczne w zadaniach”, który w 1999 roku zdobył nagrodę Rektora UŁ w konkursie na najlepszy podręcznik dla studentów.
Zespół, którym kieruje, powszechnie znany jako Łódzka Szkoła Funkcji Rzeczywistych (za granicą znany także pod nazwą „Wilczyński’s School of Real Functions”) owocnie współpracuje z zespołem naukowym Instytutu Matematyki PŁ (początkowo prowadzonym przez profesora Tadeusza Świątkowskiego, później przez W. Wilczyńskiego, a obecnie przez profesora Marka Balcerzaka) oraz z ośrodkami w Neapolu (Włochy), Bratysławie (Słowacja), Atenach (Grecja), Northfield i Morgantown (USA).
W. Wilczyński był organizatorem odbywających się w Łodzi konferencji międzynarodowych w 1981, 1994 i 1999 roku (ta ostatnia z cyklu Symposia on Real Functions we współpracy z Real Analysis Exchange). Był wielokrotnie zapraszany jako visiting professor przez uniwersytety w Palermo i Neapolu, jako invited speaker uczestniczył w Symposium on Real Functions w Esztergom na Węgrzech oraz Conference on Real Functions w Bratysławie i wielu innych międzynarodowych konferencjach naukowych (m.in. w Polsce, Czechach, Słowacji, Węgrzech, Włoszech, Grecji, Turcji, Łotwie i Stanach Zjednoczonych). W. Wilczyński od kilku lat uczestniczy także w cyklicznej, interdyscyplinarnej konferencji organizowanej przez Katedrę Historii Języka Polskiego UŁ i Archidiecezję Łódzką. Systematycznie ma odczyty popularnonaukowe dla uczniów łódzkich szkół podstawowych i średnich. Współpracuje ze Szkołą Podstawową nr 172 im. prof. Stefana Banacha w Łodzi. W dorobku profesora są też prace o charakterze popularnonaukowym.
Pod jego kierunkiem 15 osób zdobyło stopień doktora. Pięciu doktorantów profesora uzyskało stopnie doktora habilitowanego, w tym jeden tytuł profesora. Ma 29 wnuków naukowych.

## Nagrody i odznaczenia
- 1970: Nagroda Polskiego Towarzystwa Matematycznego oraz nagroda Ministra Nauki i Szkolnictwa Wyższego za pracę doktorską.
- 1975: Nagroda Ministra Nauki i Szkolnictwa Wyższego za pracę habilitacyjną.
- 1978: Brązowy Krzyż Zasługi.
- 1980: Nagroda Ministra Nauki i Szkolnictwa Wyższego za badania naukowe i rozwój młodej kadry.
- 1985: Złota Odznaka UŁ.
- 1986: Medal UŁ „W Służbie Społeczeństwa i Nauki”.
- 1989: Krzyż Kawalerski Orderu Odrodzenia Polski.
- 2007: Nagroda Miasta Łodzi.